# Catalan central

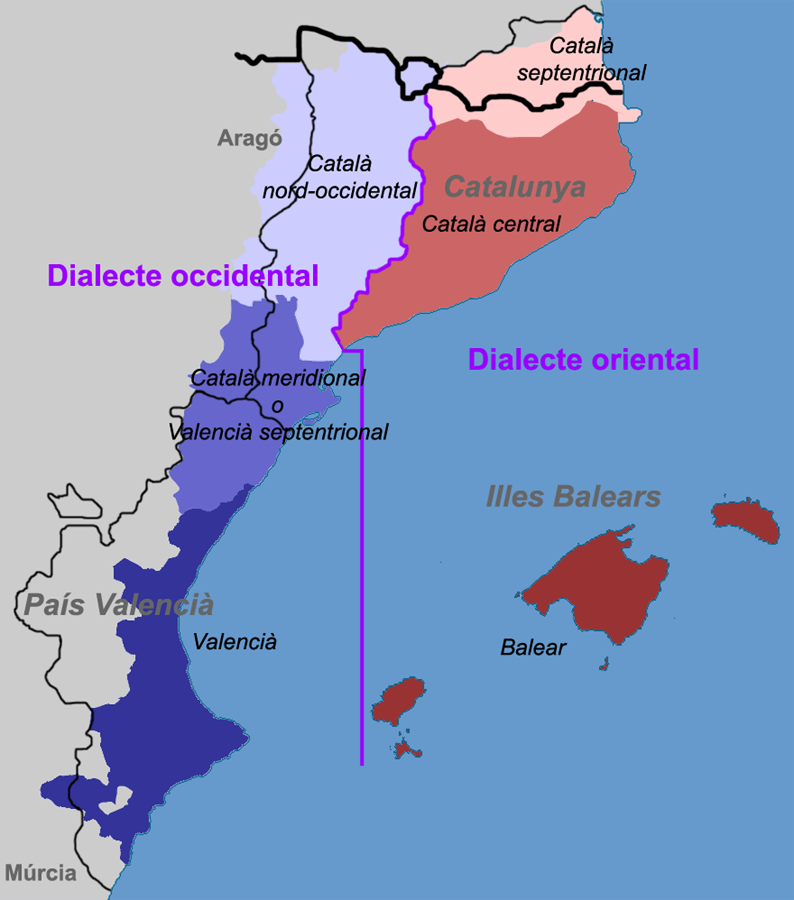
Carte dialectale du catalan : la ligne mauve indique la frontière entre le bloc occidental et le bloc oriental ; les zones de catalan central figurent en couleur rubis.

Le catalan oriental central ou, plus simplement et en l'absence de variante occidentale centrale, catalan central est un dialecte de la langue catalane rattaché au bloc oriental, dont il constitue le plus important dialecte tant en termes de poids démographique que d'extension géographique. Il inclut toute la province de Barcelone, la moitié orientale de la province de Tarragone ainsi que la plus grande partie de la province de Gérone.

## Frontières
La frontière avec le dialecte nord-occidental coïncide avec celle qui sépare les deux blocs. Côté oriental, les isoglosses les plus significatives sont : neutralisation de e et a atones (généralement prise comme référence) ; neutralisation de o et u atones ; ĭ et ē toniques > [ɛ].
Pour la frontière avec le catalan septentrional, on prend fréquemment pour référence la terminaison de la première personne du singulier au présent de l'indicatif : o (prononcé [u]) côté central et i côté roussillonnais.

## Caractéristiques
Parmi les caractéristiques du catalan central on peut citer :
- Neutralisation de [a] et [e] atones en [ə]. Ce trait est présent dans l’ensemble du bloc oriental[2].
- Neutralisation de [o] et de [u] atones en [u][2]. Ce trait se retrouve dans l’intégralité du bloc oriental à l’exception de Majorque, où la distinction est maintenue.
- Chute de t derrière alvéolaire en position finale, chute de p derrière bilabiale en position finale[2] : moment > [muˈmen].
- ĭ et ē toniques latins deviennent [ɛ], contre [e] en occidental et [ə] en baléare.

## Aspects sociolinguistiques
Pour des motifs historiques et sociolinguistiques, il s'agit du dialecte généralement le plus valorisé socialement. Il a notamment occupé une place importante en tant que référent actuel de la langue dans les travaux de normalisation fondamentaux entrepris par le grammairien Pompeu Fabra (lui-même originaire de Barcelone) au début du XXe siècle (tandis que les textes occidentaux constituent pour leur part une grande partie du corpus de la langue littéraire et classique). Cette prévalence est parfois critiquée car elle nuit à la pleine acceptation et diffusion d'un standard commun chez les autres locuteurs, en particulier ceux parlant une variante occidentale,. Son lexique spécifique s'est en grande partie imposé dans la production littéraire catalane.
Le linguiste valencien Abelard Saragossà critique la appellation même de « catalan central », la plus répandue, car elle ne correspond pas à la réalité géographique du domaine linguistique et révèle une tendance centraliste des instances académiques, et l'estime préjudiciable pour ces mêmes raisons. Il propose de la remplacer par « catalan nord-oriental », actuellement utilisée pour faire référence au roussillonnais, auquel il réserverait le qualificatif de « septentrional ».

## Aspects dialectaux
Il rassemble les principaux sous-dialectes suivants :
- catalan barcelonais, parlé dans la région de Barcelone
- catalan tarragononais (ca), sous dialecte de transition avec le catalan occidental[2]
- catalan septentrional de transition, qui partage des traits avec le roussillonais[2]

On peut également citer le xipella (ca), qui a été considéré comme un sous-dialecte central, mais qui est en réalité davantage un dialecte de transition vers le catalan occidental, parlé de façon discontinue le long de la frontière entre les provinces de Barcelone et de Tarragone et celle de Lérida, dans les comarques de l'Alt Urgell et la Conca de Barberà, et le catalan salat de la Costa Brava.